# 萩女子短期大学
萩女子短期大学（日语：／ Hagi Joshi Tanki Daigaku *），简称萩女，是过去一所位于日本山口县萩市的私立短期大学。

## 概要

### 简介
- 学校最早可以追溯到1960年[1]。短期大学为于1967年开办[1]、由学校法人萩学园经营。招生到1998年[2]、停办于2000年。

### 历史
- 1967年 萩女子短期大学成立并同时设置两个学科、以下列举。
  - 日文科
  - 家政科
- 1969年 家政科分离为两个专攻、以下列举[2]。
  - 家政专攻
  - 食物营养专攻
- 1988年 两个学科改名为、以下列举[2]。
  - 日文科→日文学科
  - 家政科→生活学科
    - 家政专攻→生活专攻
- 1998年 招生最后、次年停止招生（正式停办于2000年7月28日[2]）。

## 学校环境
- 校区：在了山口县萩市[注 1]

## 历任校长
- 河村定一：第一代短期大学校长[3]。

## 组织

### 学科
- 日文学科
- 生活学科
  - 生活专攻
  - 食物营养专攻

### 专科
| - 没有 |

### 业余课程
| - 没有 |

## 相关链接
- 日本短期大学列表